# Транспорт

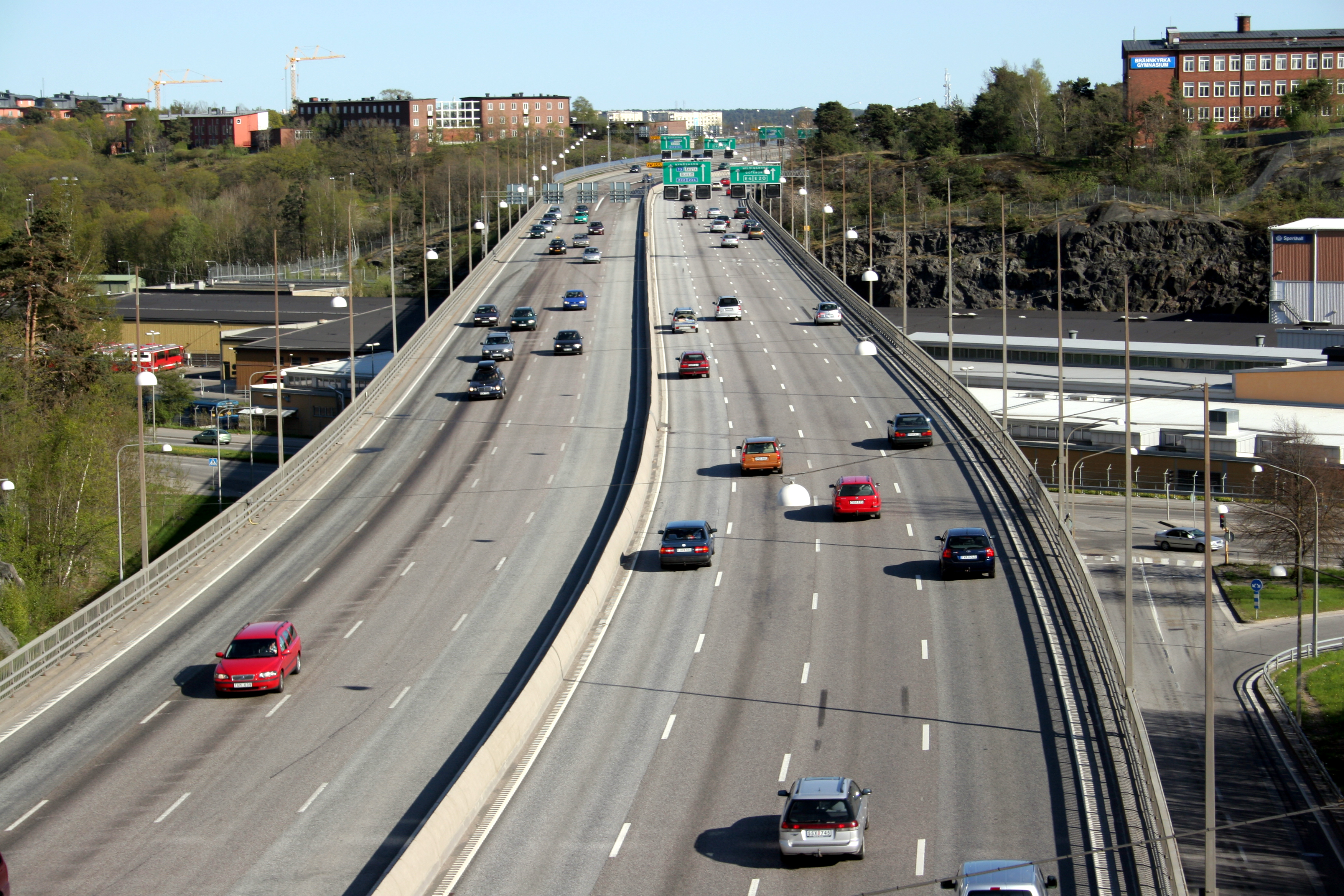
Автомагістраль у Швеції

Тра́нспорт (від лат. transportare, утвореного від trans — «через» + portare — «носити») — сукупність засобів, призначених для переміщення людей, вантажів, сигналів та інформації з одного місця в інше.
Фізика вивчає т. зв. транспортні феномени. Рух молекул або іонів крізь клітинні мембрани чи через циркуляцію крові в біології також називають транспортом. В інформатиці й електромеханіці термін транспорт описує деякі комп'ютерні мережні протоколи.

## Аспекти транспорту
Поняття транспорту містить у собі кілька аспектів; грубо їх можна поділити на:
- інфраструктуру,
- транспортні засоби
- керування.

Інфраструктура включає транспортні мережі або шляхи сполучення (дороги , залізничні колії, повітряні коридори, канали, трубопроводи, мости, тунелі, водні шляхи та ін.), а також транспортні вузли або термінали, де здійснюється перевантаження вантажу чи пересадка пасажирів з одного виду транспорту на інший (наприклад, аеропорти, залізничні станції, автобусні зупинки).
Транспортними засобами звичайно виступають автомобілі, велосипеди, автобуси, потяги, літаки. Під керуванням розуміється контроль над системою, наприклад сигнали світлофора, стрілки на залізничних коліях, керування польотами тощо, а також правила (серед іншого, правила фінансування системи: платні дороги, податок на паливо та ін.)
У широкому сенсі, розробка мереж — завдання цивільної інженерії і міського планування, розробка транспортних засобів — механічної інженерії і спеціалізованих розділів прикладної науки, а керування звичайно спеціалізовано в рамках тієї чи іншої мережі, що відноситься до дослідження керування або системної інженерії.

## Транспортні вузли

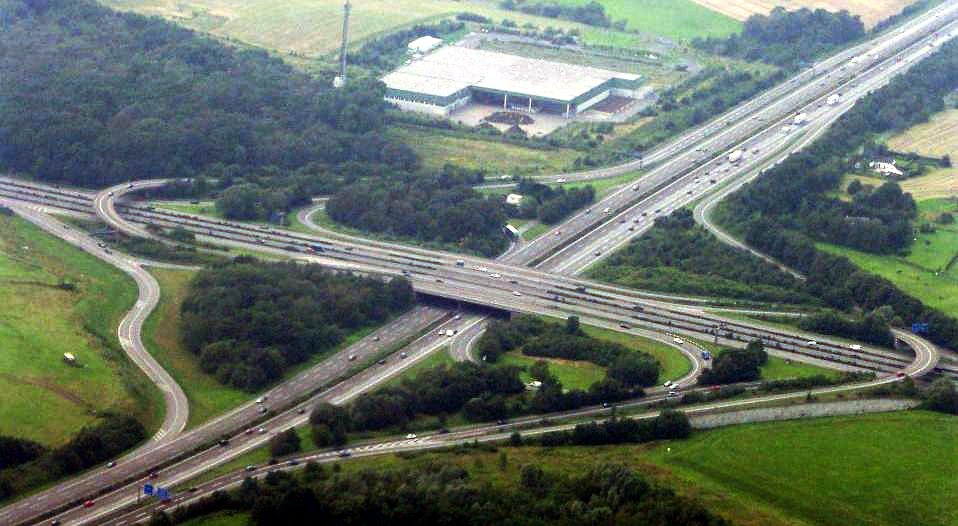
Двохрівнева автомобільна розв'язка у Німеччині

Транспортним вузлом називається комплекс транспортних засобів у пункті стику декількох видів транспорту, що спільно виконують операції з обслуговування транзитних, місцевих і карпфміських перевезень вантажів і пасажирів. Транспортний вузол як система — сукупність транспортних процесів і засобів для їхньої реалізації в місцях стикування двох або декількох магістральних видів транспорту. У транспортній системі вузли мають функцію регулюючих клапанів. Збій у роботі одного такого клапана може призвести до проблем для всієї системи.
Найбільшими транспортними вузлами України є: Харків, Київ, Одеса.
Великі транспортні вузли завжди є великими містами. Справа в тому, що транспортні вузли буквально притягають торгівлю (ефект, який можна спостерігати хоча б на прикладі вокзалів), тут зручно розвивати промисловість (немає проблем з постачанням), та й самі транспортні термінали надають багато робочих місць. Дуже багато міст виникли на перетині наземних або водних шляхів, тобто як транспортні вузли, а багато з них дотепер існують за рахунок цієї ролі. Насамперед це міста-порти, але є й менш звичайні приклади. Так, місто Шеннон в Ірландії в основному живе за рахунок аеропорту. Деякі міста виконують роль не вантажних, а пасажирських транспортних вузлів, наприклад, Сімферополь у Криму, куди прибувають численні туристи, що пересаджуються там на транспорт, який доставляє їх у міста кримського узбережжя.

## Транспорт і зв'язок
Транспорт і зв'язок можуть замінювати і доповнювати один одного. Хоч заміна досить розвинутим зв'язком транспорту теоретично є можливою (замість особистого візиту можна було б послати телеграму, зателефонувати, відправити факс, електронне повідомлення), проте було виявлено, що ці способи комунікації в реальності породжують більше взаємодій, включаючи особисті. Ріст у транспортній сфері був би неможливий без зв'язку, який життєво необхідний для розвинених транспортних систем — від залізниць, якщо буде потреба двобічного руху по одній колії до керування польотами, при якому необхідне знання про місця розташування повітряного судна в небі. Так було виявлено, що розвиток в одній області веде до росту в іншій.

## Транспорт,енергіятадовкілля
Транспорт — один з основних споживачів енергії, він також спалює більшу частину світового обсягу палива. Паливні двигуни забруднюють повітря.
Інші негативні приклади впливу транспорту на довкілля це:
- затори на дорогах
- токсичні зливи з доріг і парковок, які забруднюють запаси прісної води
- зростання міст, яке поглинає житла тварин і сільськогосподарські землі.

Використання безмоторних видів транспорту — велосипедів і пішого ходу — знижує споживання палива.

## Категорії транспорту
Транспорт поділяється на три категорії:
- транспорт загального користування,
- транспорт незагального користування,
- особистий або індивідуальний транспорт.

Транспорт загального користування не слід плутати із громадським транспортом (громадський транспорт є частиною транспорту загального користування). Транспорт загального користування обслуговує торгівлю (перевозить товари) і населення (пасажирські перевезення). Пасажирський транспорт об'єднує масовий суспільний транспорт, що перевозить пасажирів по визначеним маршрутам.
Транспорт незагального користування — внутрішньовиробничий і внутрішньовідомчий транспорт.
Вирізняють:
- Промисловий транспорт об'єднує всі транспортні комунікації промислового значення для передачі сировини і готової продукції в межах підприємств.

- Магістральні гідротранспортні системи призначені для передачі на далекі відстані (сотні і тисячі км) нафти, природного газу, вугілля та ін.

Особистий транспорт — це легкові автомобілі, мотоцикли, мопеди, велосипеди, яхти, приватні літаки.
Персональний автоматичний транспорт утворює нову категорію, тому що поєднує в собі риси міського громадського транспорту і особистого автотранспорту.

## Коротка характеристика видів транспорту
Розрізняють:
- Транспорт безперервний (безупинної дії) — транспортні установки і пристрої, у яких переміщення вантажу відбувається безупинним потоком; до транспорту безупинного відносять конвеєрний, гідравлічний і гравітаційний.
- Транспорт гідравлічний — вид транспорту, при якому для переміщення гірничої маси використовується енергія потоку води.
- Транспорт гравітаційний — вид транспорту, при якому переміщення гірничої маси відбувається під дією власної ваги.
- Транспорт залізничний — основний засіб для переміщення гірничої маси на відкритих розробках залізничними коліями. Рухомий склад — вагони-самоскиди (думпкари), локомотиви (тепловози, електровози, тягові агрегати).
- Транспорт кар'єрний — види промислового транспорту, що використовуються для переміщення вантажів на відкритих гірничих роботах (залізничний, автомобільний, конвеєрний, гідравлічний, комбінований та ін.). Див. кар'єрний транспорт.
- Транспорт конвеєрний — транспорт на основі конвеєрів — машин безперервної дії, призначених для транспортування насипних і штучних вантажів — корисної копалини, породи, закладальних матеріалів і інш. Широко застосовується в кар'єрах, на шахтах, збагач. ф-ках.
- Транспорт пневматичний — переміщення в трубах насипних вантажів в зваженому стані в струмені повітря (або іншого газу), а також контейнерів під дією перепаду тиску.
- Транспорт скіповий — спеціальний вид транспорту, при якому гірнича маса видається з кар'єру або шахти в скіпах по похилих рейкових або вертикальних провідниках.
- Транспорт шахтний — комплекс споруд і пристроїв, призначений для прийому і переміщення різних вантажів і людей на підземних гірничодобувних підприємствах.

### Сухопутний транспорт

#### Нерейковий транспорт

##### Автомобільний транспорт
Автомобільний транспорт зараз — найпоширеніший вид транспорту. Автомобільний транспорт молодше залізничного і водного, перші автомобілі з'явилися в наприкінці XIX століття. Після Другої світової війни автомобільний транспорт почав складати конкуренцію залізниці. Переваги автомобільного транспорту — маневровість, гнучкість, швидкість. Вантажні автомобілі перевозять нині практично всі види вантажів, але навіть на великих відстанях (до 5 і більше тис. км) автопотяги (вантажівка-тягач і причіп або напівпричіп) успішно конкурують із залізницею при перевезенні цінних вантажів для яких критична швидкість доставки, наприклад швидкопсувних продуктів. Головною перевагою автомобільних перевезень є можливість доставки вантажу «від воріт до воріт».

###### Особистий автомобільний транспорт
Див. повну статтю: Особистий автомобіль
Абсолютна більшість нині існуючих автомобілів — автомобілі індивідуального користування (легкові). Їх використовують, як правило, для поїздок на відстані до двохсот кілометрів.

###### Громадський автомобільний транспорт
Широко поширені також автобуси (багатомісні пасажирські автомобілі з місткістю від 8 пасажирів). Для експлуатації в містах і передмістях нині використовуються переважно міські автобуси з низькою підлогою, а для міжміських і міжнародних рейсових і туристичних перевезень — міжміські і туристичні лайнери (кочі). Останні відрізняються від міських моделей компоновкою з підвищеним рівнем підлоги (для розміщення під ним багажних відсіків), комфортабельним салоном тільки з сидячими місцями, наявністю додаткових зручностей (кухні, гардероба, туалету). У зв'язку з підвищенням в кінці XX століття комфортності туристичних автобусів, вони цілком успішно конкурують в області перевезення туристів із залізницею.

###### Переваги і недоліки
Автомобільний транспорт вимагає хороших доріг. Зараз в розвинених країнах існує мережа автомагістралей — багатосмугових доріг без перехресть, на яких допускаються швидкості руху понад ста кілометрів на годину.
Незважаючи на переваги, автомобільний транспорт має багато недоліків. Легкові автомобілі — найвитратніший транспорт у порівнянні з іншими видами транспорту в перерахунку на одного пасажира. Основна частка (63 %) екологічної шкоди планети пов'язана з автотранспортом. Значна екологічна шкода завдається довкіллю і суспільству на всіх стадіях виробництва, експлуатації і утилізації автомобілів, палива, масел, покришок, будівництва доріг та інших об'єктів автомобільної інфраструктури. Зокрема, оксиди азоту і сірки, що викидаються в атмосферу при спалюванні палива, викликають кислотні дощі.
- Транспортний засіб: різні типи автомобілів — легкові, автобуси, вантажні
- Шляхи сполучення: автомобільні дороги, мости, тунелі, шляхопроводи, естакади
- Сигналізація та керування: правила дорожнього руху, світлофори, дорожні знаки, автотранспортні інспекції
- Транспортні вузли: автостанції, автовокзали, автостоянки
- Енергетичне забезпечення: автомобільні заправні станції (АЗС), контактна мережа
- Технічне забезпечення: СТО, парки (автобусний, тролейбусний), автодорожні служби

##### Гужовий транспорт

Воли з возом

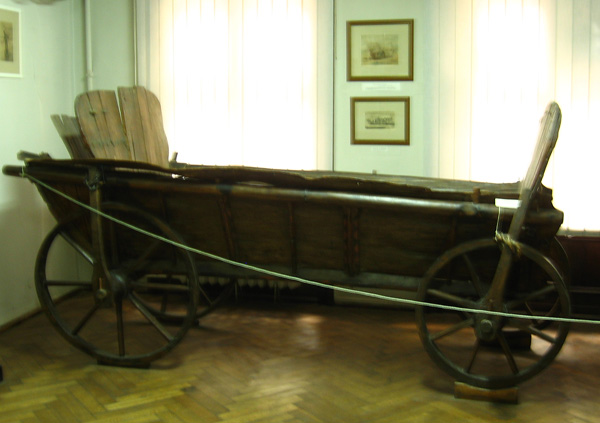
Чумацький віз. ЛІМ

Використання тварин для перевезення людей і вантажів відоме з давніх часів. Люди можуть їздити на деяких тваринах верхи або запрягати поодинці чи групами у вози (хвіра, фіра, фура, хура, підвода) або сани для перевезення вантажів або пасажирів, або нав'ючувати їх. Як транспортні засоби використовувалися: коні, воли, слони, верблюди, лами, собаки.
В Україні XIX—XX століття за розміром розрізняли «воловий» або «кінський» вози. На Лівобережжі найтиповішим був віз невеликого розміру, правобережні «хури» й «фурманки» були довші й глибші.
Існують драбинясті, збіжжеві вози — «гарби» та «літерняки». Чумацькі вози, «мажі» перевелися ще на початку XX ст. При всій різнорідності форм українського воза, його будова однакова так само, як і назви складових частин. Щодо упряжі варто зауважити різницю між лівим і правим берегом Дніпра. На лівому всі кінські вози мають голоблі й дугу, дишель (війя) — тільки волові. На правому — знають для цих возів дишлі без дуги, замість хомута — шлею. При воловому запрягу вживають, за винятком півночі, тільки ярма з «підгірлицею».
Сани були найдавнішим возом, що розвинувся з первісної волокуші і вживався не тільки в країнах північних, а й у південних, наприклад, у Єгипті. Багато народів, які вже знали про колісний віз, за звичаєм користувалися саньми в похоронному обряді (Стародавній Єгипет, Давня Русь та ін.)
У допетровській Московській Русі внаслідок незадовільної якості доріг і вулиць, а також порівняної дешевизни саней вони були найпоширенішими навіть у літній час. У болотистих і лісистих місцях Архангельської, Вологодської, Олонецької та Костромської губерній сани вживалися влітку до початку XX століття. У Стародавній Русі їзда на санях вважалася почеснішою, ніж на колесах, від чого сани вживалися при всіх урочистих випадках, особливо вищими духовними особами, які віддавали їм перевагу і влітку до кінця XVII століття. Старовинні сани мали вигляд човна з краями, загнутими спереду і ззаду, або довгого ящика, звужують спереду, в якому можна було лежати. У них здебільшого запрягали одного коня, верхи на якому сидів погонич. У знатних бояр і особливо у великих князів і царів сани відрізнялися багатим оздобленням; царські сани часто коштували 200—300 крб. Їздили в них звичайно по одному, рідко по дві людини, але при виїздах, наприклад, в сани царя Олексія Михайловича стоячи містилося два боярини на зап'ятках і два стольники біля царських ніг, на особливо прироблених уступах, або «полицях».
Жіночі сани, однакові за формою з чоловічими, були трохи ширші і забезпечувалися по сторонах жердинами, на які навішується сукно; таким чином сани закривалися і зверху, і з боків. Особливе значення в сенсі обрядовості надавали саней при одруженні і при похоронах. У першому випадку для нареченої пропонували нарядні сани, вкриті атласом, оксамитом, багатими килимами, причому відповідно прикрашалася і упряж. Наречена їхала до церкви зі свахами, тримали над нею соболів, а з церкви — з женихом.
Бричка — дерев'яний, металевий, або дерев'яно-металевий пасажирський кінний візок. Може бути з закритим, або відкритим дахом.
Маж (мажа) — чумацький віз. Кузов традиційної мажі — суцільний ящик, з внутрішнього боку обшитий лубом і розділений перегородкою на дві частини: більша — для вантажів, найчастіше сипких, менша — для господарського реманенту, одягу тощо. Мажі часто оздоблювалися різьбленням. Такі типи возів були характерні для Центральної України та Півдня.
Виготовлення маж було спричинено інтенсивним розвитком у 17—18 ст. чумацького промислу. Чумацька мажа брала до 40 пудів товару і проходила за літо до 2000 верст, а то й більше. В середині 19 ст. тільки на Слобожанщині налічувалося до 3000 чумаків з 1, 2 або 3 мажами кожний. На пароволову мажу вантажили до 60 пудів солі.
Для чумакування використовували т. зв. бессарабських волів полової масті з довгими рогами.
У 18 столітті — першій половині 19 століття чумакування стало одним із найвизначніших позахліборобських занять селян і козаків. У другій половині 18 століття — першій половині 19 століття воно було також основним видом транспорту на Наддніпрянщині. Головним вантажем був хліб, експортований за кордон через Одеський та інші порти Чорного й Азовського морів, далі шкіра, мед, віск; привозили сіль, сушену рибу.

#### Рейковий транспорт

##### Залізничний транспорт
Залізничний транспорт був одночасно і продуктом, і мотором промислової революції. Виникнувши на початку XIX століття (перший паровоз був побудований у 1804 році), до середини того ж століття він став найважливішим транспортом промислових країн того часу. До кінця XIX століття сумарна довжина залізниць перевалила за мільйон кілометрів. Залізниці зв'язали внутрішні промислові райони з морськими портами. Уздовж залізниць зростали нові промислові міста. Проте після Другої світової війни залізниця почала втрачати своє значення. На вантажних перевезеннях вона не витримувала конкуренції автомобільного транспорту, на пасажирських — літаків (на великих відстанях) і особистого автомобіля (на коротких відстанях). Проте колапсу залізниць, як передбачав багато хто в п'ятидесятих-шестидесятих роках, не відбулося. Залізниці мають багато переваг — високу вантажопідйомність, надійність, порівняно високу швидкість. Тепер залізницями перевозять найрізноманітніші вантажі, але в основному — масові, такі як сировина, сільгосппродукція. Уведення контейнерів, що полегшують перевантаження, також підвищило конкурентоспроможність залізниць.

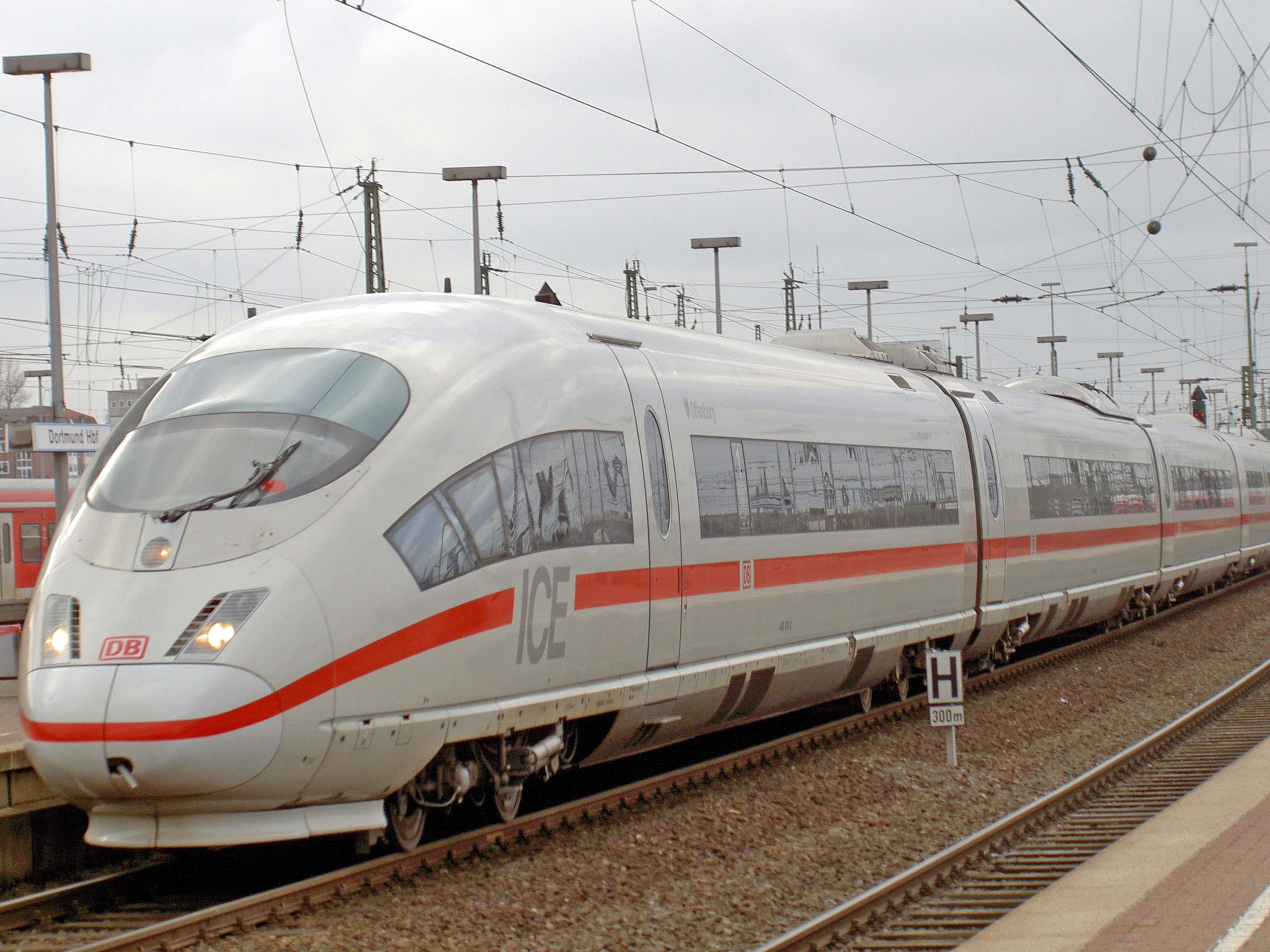
Швидкісний потяг Ice3, Німеччина

Більш того, починаючи з останнього десятиліття XX століття залізниці переживають своєрідний ренесанс. Спочатку в Японії, а зараз і в Європі була створена система швидкісних залізниць, що допускають рух з швидкостями до трьохсот кілометрів на годину. Такі залізниці стали серйозним конкурентом авіаліній на невеликих відстанях. Як і раніше, висока роль приміських залізниць і метрополітенів. Електрифіковані залізниці (а дотепер більшість залізниць з інтенсивним рухом електрифікована) набагато екологічніші автомобільного транспорту.
- Транспортні засоби: локомотиви й вагони
- Шляхи сполучення: залізничний шлях, мости, тунелі
- Сигналізація й керування: залізнична сигналізація
- Транспортні вузли: залізничні станції й вокзали
- Енергетичне забезпечення: контактна мережа і тягові підстанції (на електрифікованих залізницях), пункти заправки та екіпіровки локомотивів

### Водний транспорт

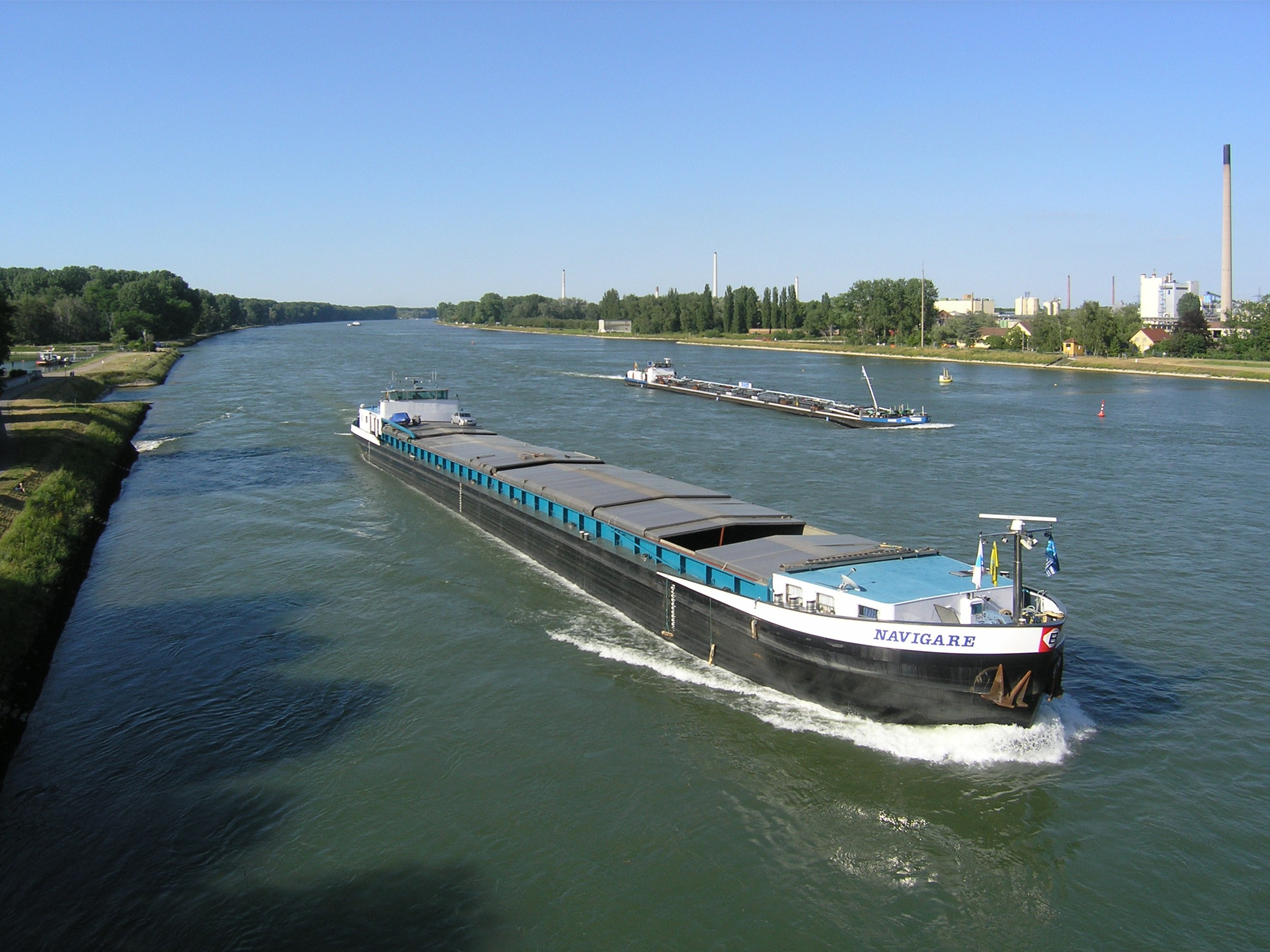
Вантажне річне судно

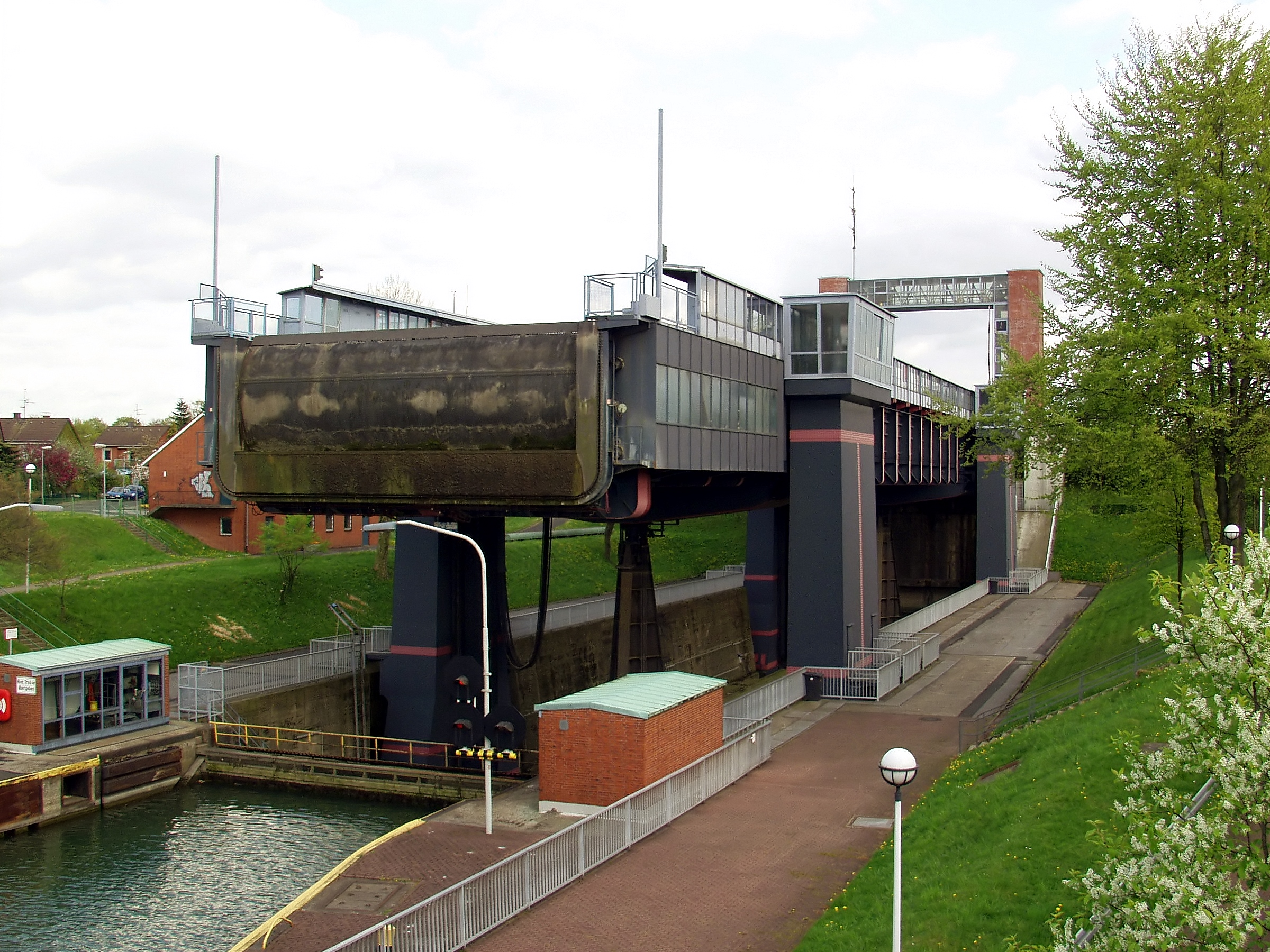
Судопідйомний ліфт

Водний транспорт — найдавніший вид транспорту. Щонайменше до появи трансконтинентальних залізниць (друга половина 19 століття) залишався найважливішим видом транспорту. Навіть найпримітивніше парусне судно за добу долало у чотири-п'ять разів більшу відстань, ніж караван. Вантаж, що перевозився, був більшим, витрати на експлуатацію — менші.
Водний транспорт до наших днів зберігає важливу роль. Завдяки своїм перевагам (водний транспорт — найдешевший після трубопровідного), водний транспорт зараз охоплює 60-67 % всього світового вантажообігу. По внутрішнім водним шляхам перевозять в основному масові вантажі — будівельні матеріали, вугілля, руду — перевезення яких не потребує високої швидкості (тут позначається конкуренція з швидшим автомобільним та залізничним транспортом). На перевезеннях через моря та океани у водного транспорту конкурентів немає (авіаперевезення дуже дорогі, їхня сумарна частка у вантажоперевезеннях низька), тому морські судна перевозять найрізноманітніші види товарів, однак більшу частку вантажів складають нафта та нафтопродукти, зріджений газ, вугілля, руда.

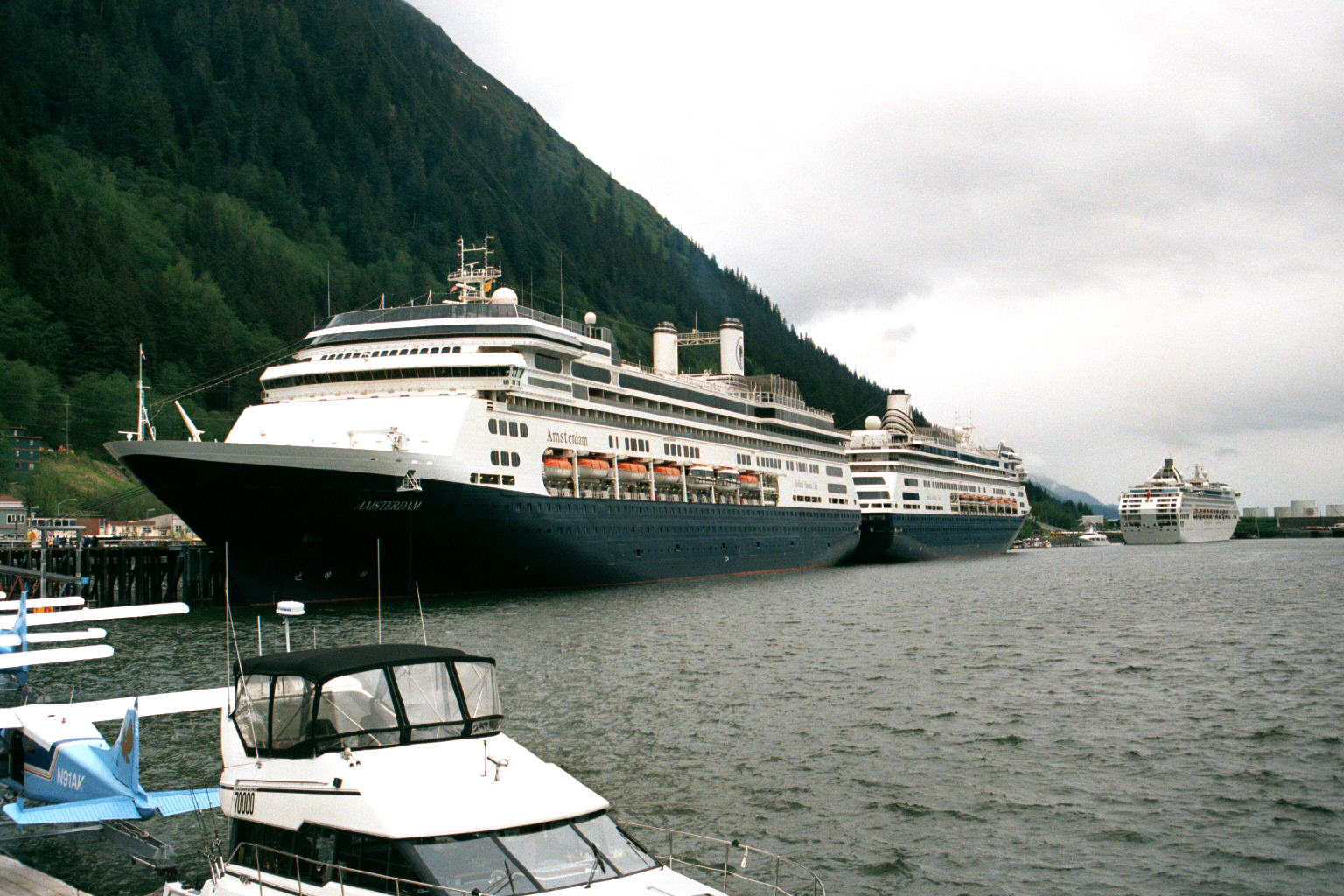
Круїзне судно

Роль водного транспорту у пасажирських перевезення значно знизилася, що пов'язано з його низькими швидкостями. Виняток — швидкісні судна на підводних крилах (що іноді беруть на себе функцію міжміських автобусів-експресів) та судна на повітряній подушці. Також велика роль поромів та круїзних лайнерів
- Транспортні засоби: судна
- Шляхи сполучення: водна гладінь морів і океанів, канали, шлюзи
- Сигналізація та керування: маяки, буї
- Транспортні вузли: морські та річні порти та вокзали

### Повітряний транспорт

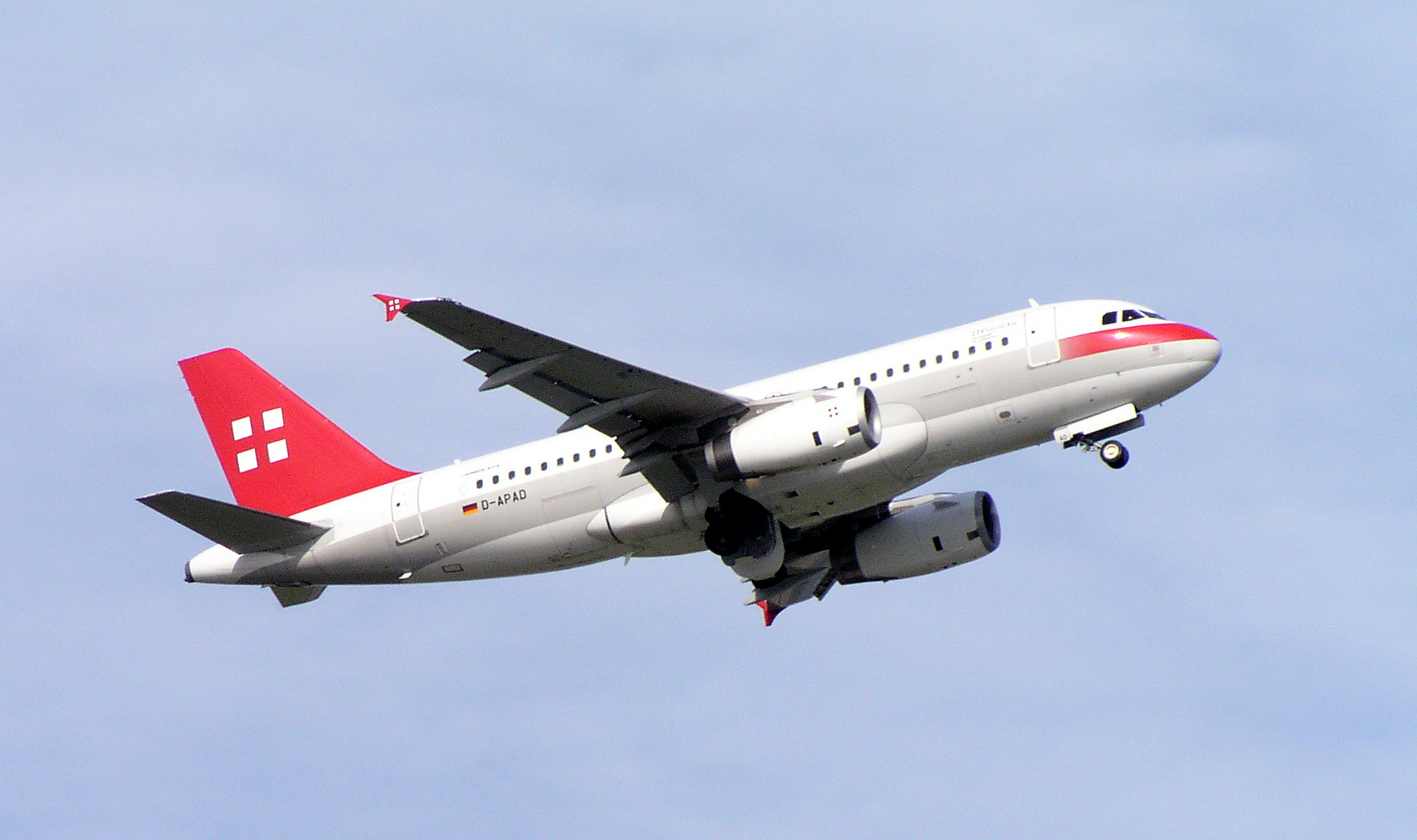
Пасажирський реактивний літак Airbus A319

Повітряний транспорт — найшвидший і в той же час найдорожчий вид транспорту. Основна сфера застосування повітряного транспорту — пасажирські перевезення на відстанях понад тисячу кілометрів. Також здійснюються і вантажні перевезення, але їхня частка дуже низька. В основному авіатранспортом перевозять швидкопсувні продукти і особливо цінні вантажі, а також пошту. У багатьох важкодоступних районах (у горах, районах Крайньої Півночі) повітряному транспорту немає альтернатив. У таких випадках, коли в місці посадки відсутній аеродром (наприклад, доставка наукових груп у важкодоступні райони) використовують не літаки, а вертоліти, які не потребують посадкової смуги.
Велика проблема сучасних літаків — шум, вироблюваний ними при зльоті, який значно псує якість життя мешканців розташованих поряд з аеропортами районів.

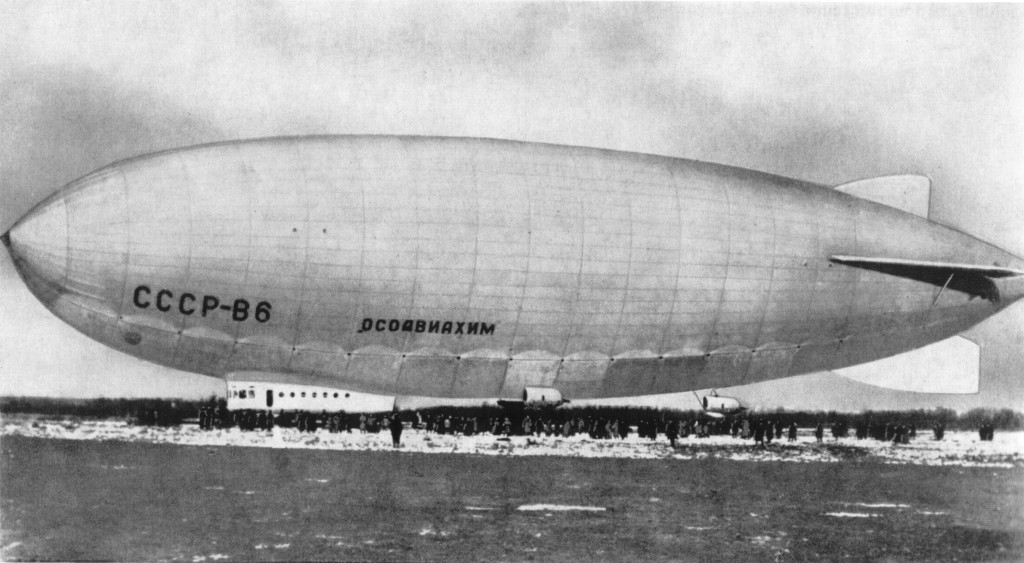
Дирижабль В-6 «Осоавіахим» 30-і роки, СРСР

У даний час поняття авіація і повітряний транспорт фактично стали синонімами, оскільки повітряні перевезення здійснюються виключно повітряними суднами, важчими повітря. Проте перші повітряні судна були легші повітря. У 1709 році була запущена перша повітряна куля. Втім, повітряні кулі були некеровані. До кінця XIX століття домінувати в повітрі стали величезні повітряні кораблі — дирижаблі. Їхня золота доба припала на першу половину XX століття, коли пасажирські дирижаблі здійснювали регулярні перельоти між Європою і Америкою. Епоха дирижаблів кінчилася в 1937 році, коли прямо в аеропорту Нью-Йорка згорів німецький пасажирський дирижабль-лайнер «Гінденбург». Наприкінці XX століття поновився інтерес до дирижаблів: тепер замість вибухонебезпечного водню застосовується інертний гелій, дирижаблі хоч і багато повільніші за літаки, та зате набагато економічніші. Проте досі сфера їхнього застосування залишається маргінальною: рекламні і розважальні польоти, спостереження за дорожнім рухом. Готовий природний шлях
- Транспортні засоби: літаки і гелікоптери
- Шляхи сполучення: повітряні коридори
- Сигналізація і керування: авіамаяки, диспетчерська служба
- Транспортні вузли: аеропорти

### Трубопровідний транспорт
Трубопровідний транспорт досить незвичайний. Він не має транспортних засобів, точніше, сама інфраструктура «за сумісництвом» є транспортним засобом. Трубопровідний транспорт дешевший за залізничний. Він не вимагає великої кількості персоналу. Основний тип вантажів — рідкі (нафта, нафтопродукти) або газоподібні. Труби укладають на землі або під землею, а також на естакадах. Рух вантажу забезпечують насосні станції.
Існують експериментальні трубопроводи в яких тверді сипкі вантажі переміщаються в змішаному з водою вигляді. Інші приклади трубопроводу для твердих вантажів — пневмопошта, сміттєпровід.
Найповсякденніший вид трубопровідного транспорту — водопровід і каналізація. Відбувається постійна передача